# Apanteles mycetophilus
Apanteles mycetophilus är en stekelart som beskrevs av Wilkinson 1931. Apanteles mycetophilus ingår i släktet Apanteles och familjen bracksteklar. Inga underarter finns listade i Catalogue of Life.